# Budai Rajziskola
A Budai Rajziskola – Alapfokú Művészeti Iskola és Szakgimnázium (OM 101156) egy középfokú oktatási intézmény Budapesten. Fenntartója a Vizuális Kultúráért Alapítvány. 1992-ben alapították Formanek Zsuzsanna, Hajdú Zsófia és Lázár Zsuzsa iparművészek.
Az iskola fontos feladatnak tekinti a tehetséggondozást és a művészetek iránt fogékony, értő közönség kinevelését. Budai Rajziskola legfőbb célja gyermekek, fiatalok művészeti képzése, szakképzése, valamint kiállítások, művészeti programok szervezése és tehetséggondozó pályázatok kiírása. Három oktatási szinten, iskoláskortól, minden korosztály számára kínál képző- és iparművészeti képzési lehetőséget, iskolarendszerű vagy tanfolyami formában.

## Szabadiskola
Az iskola RAJZ-FESTÉS, PORTRÉ és AKT és MINTÁZÁS TANFOLYAMOKKAL és SZAKMAI KURZUSOK várja az érdeklődőket (ékszerkészítés alapjai, kalligráfia, 3D grafikai tervezés).
A szabadiskolai képzésekre sem felvételi vizsga, sem felső korhatár nincs. Gyerekek, már iskoláskortól beiratkozhatnak.
Tanfolyamokon három korcsoportot különböztetnek meg: kisiskolások, felsőtagozatosok, illetve a középiskolások/felnőttek csoportjait. Az órák a jelentkezési lap kitöltése után, az adott hónapra szóló bérlettel vagy napijeggyel látogathatók. A bérletet minden hónap első foglalkozása előtt kell megváltani. A tanfolyamok önköltségesek, nonprofit jellegűek.

## Alapfokú művészetoktatás
KÉPZŐMŰVÉSZETI / GRAFIKA és FESTÉSZET TANSZAKON az általános és középiskolás korosztály számára emelt óraszámú, rajzolásra-festésre és művészettörténeti ismeretek elsajátítására nyílik lehetőség.
A Budai Rajziskola – Alapfokú Művészeti Iskola és Szakgimnázium a 2000/2001-es tanévtől indította el a 6-20 éves korú fiatalok iskolarendszerű alapfokú művészetoktatását Festészet tanszakon. A tanszak neve 2011-től megváltozott és felmenő rendszerben, Képzőművészeti / grafika és festészet néven működött tovább.
A képzés az általános- és középiskolai oktatással párhuzamosan, délutáni, illetve esti órabeosztásban valósul meg. 2007-ben az iskola – az OKM rendelete alapján elrendelt minősítési eljárás során – a szakmai szervezetek Minősítő Testületének kiváló minősítését nyerte el.
Az alapfokú művészetoktatás elsődleges célja a képző- és iparművészeti tevékenységek megalapozása, a tanulók életkori sajátosságainak megfelelő, erős belső motivációra épülő, változatos alkotó folyamatok elindítása. A képzés tantervi programja lehetőséget nyújt az esztétikai érzékenység fejlesztésére, az igényesség, ízlés, a látás kiművelésére. Az alkotótevékenységen keresztül bővül gyerekek, fiatalok képi műveltsége, szabadjára engedhető az alkotó fantázia. Az alapképzésben eltöltött emelt óraszámú foglalkozások elmélyültebb ismeretszerzésre, művészeti gyakorlatra nyújtanak lehetőséget. A művészeti tevékenység olyan elfoglaltságot, közösséget és pozitív célt jelent, amely stabil mentális bázist teremt a fiatalok számára. Az alkotási folyamat hozzájárul ahhoz, hogy a tanulók egész személyisége használni és hasznosítani tudja az összegyűjtött és egyre tudatosabban szelektált vizuális információkat.

## OKJ iskolarendszerű művészeti szakképzés
Nappali tagozaton
Az iskolarendszerű, 2 éves nappali képzés keretében GRAFIKA, MŰVÉSZETI és MÉDIAFOTOGRÁFUS és ÖTVÖS szakon tanulhatnak érettségizett fiatalok, akik még nem töltötték be 25. életévüket.
Grafikus OKJ 54 211 04
Művészeti és médiafotográfus OKJ 54 211 10
Ötvös OKJ 54 211 06
Az iskolarendszerű, 2 éves felnőttoktatás esti képzés keretében GRAFIKA, ÖTVÖS szakon érettségizett és ARANYMŰVES szakon tanulhatnak ötvös szakképesítéssel rendelkező dolgozó vagy tanuló fiatalok és felnőttek, korhatár nélkül.
Grafikus OKJ 54 211 04
Ötvös OKJ 54 211 06
Aranyműves OKJ 55 211 01 (szakképesítés-ráépülés)
A képzés célja a választott művészeti ág tervezői, alkotói ismereteinek elsajátítása és a szakmai gyakorlati tudás megszerzése. Az iskolában szerzett ismeretek felkészítik a tanulókat a különböző művészeti egyetemek felvételi vizsgáira, illetve az önálló szakmai tevékenység megkezdésére.
Az érettségire épülő, 1997-ben indított művészeti szakképzés államilag elismert, emelt szintű OKJ szakmai képesítést ad.
Felnőttoktatás, esti tagozaton
A Budai Rajziskola 2013-tól esti, felnőttoktatási rendszerben is elindította művészeti szakképzését mindhárom szakon, majd 2016-tól az aranyműves (OKJ 55 211 01) szakképzését is.
A középfokú képzésre jelentkező tanuló attól az évtől kezdődően, amelyben a 25. életévét betölti, kizárólag felnőttoktatásban kezdhet tanévet. A 18. életévüket betöltött tanulók – egyéni döntésük szerint – munka, egyetemi tanulmányok vagy egyéb okok miatt akkor is választhatják a felnőttoktatási formát, ha az életkoruk miatt egyébként jogosultak lennének a nappali tagozatos, nagyobb óraszámú képzésre.

## Felnőttképzés, OKJ iskolarendszeren kívüli szakképzés
Grafikus szakképzés felnőttképzési formában
A Budai Rajziskola - Alapfokú Művészeti Iskola és Szakgimnázium 2008-ban indította el felnőttképzési formában is a grafikus képzést. Azóta ötvös, festő  szak is elindult.A Nemzeti Szakképzési és Felnőttképzési Hivatal, mint állami szakképzési és felnőttképzési szerv által kiadott nyilvántartásba vételi szám: E-001322/2015/A001.
Az iskolarendszeren kívüli felnőttképzés célja, hogy a művészeti szakmai képzés elérhetővé váljék a 18. életévüket betöltött, már  érettségizett, dolgozó (vagy felsőoktatásban tanuló), esetleg szakmai területen már tapasztalatot szerzett fiatalok, felnőttek számára. A kialakított felnőttképzési rendszer az OKJ szakmai és vizsgakövetelményei alapján, a nappali szakképzés sokéves tapasztalatára építve, egyesíti a hagyományosan magas szintű elvárásokat a gyakorlatban hasznosítható tudással és a naprakész technikai lehetőségekkel.
A felnőttképzés 900 órában, hétköznap délután és szombati napon folyik, heti 15 órában.